# 富家町
富家町（とみやちょう）は、神奈川県横浜市神奈川区の町名。住居表示は未実施で、丁目は設けられていない。面積は0.051km2。

## 地理
神奈川区中部、JR京浜東北線・横浜線東神奈川駅西口近くに位置する。東隣の立町で分かれ町の南端を通る第二京浜国道と、北部を通るバイパス道路である横浜新道の2本の国道1号の間、および横浜新道の北側に町域をもつ。北は鳥越、南東は第二京浜を境に東神奈川一・二丁目、西は西神奈川一丁目に接する。東神奈川駅寄りには高さ78.7mの高層マンション「スカイハイツトーカイ」とニチイ（現 イオンスタイル東神奈川）、北陸銀行横浜支店、三井住友銀行東神奈川支店などからなる東神奈川トーカイプラザがあり、横浜新道に面して神奈川公会堂がある。立町寄りには済生会神奈川県病院が建つ。

## 歴史
1932年（昭和7年）に、神奈川区神奈川町から新設された。1978年（昭和53年）9月10日に、西神奈川地区の土地区画整理事業に伴い、立町・鳥越・西神奈川町の各一部を編入し、富谷町の一部を鳥越、西神奈川一丁目に編入した。1918年（大正7年）に当地に竣工した東海アルミ箔の工場は周辺の都市化に合わせて静岡県蒲原に移転し、跡地には東神奈川トーカイプラザが1978年（昭和53年）に竣工した。

## 世帯数と人口
2025年（令和7年）6月30日現在（横浜市発表）の世帯数と人口は以下の通りである。
| 町丁   | 世帯数  | 人口    |
| ------ | ------- | ------- |
| 富家町 | 671世帯 | 1,207人 |

### 人口の変遷
国勢調査による人口の推移。
| 年                 | 人口  |
| ------------------ | ----- |
| 1995年（平成7年）  | 1,027 |
| 2000年（平成12年） | 647   |
| 2005年（平成17年） | 1,063 |
| 2010年（平成22年） | 1,097 |
| 2015年（平成27年） | 1,188 |
| 2020年（令和2年）  | 1,269 |

### 世帯数の変遷
国勢調査による世帯数の推移。
| 年                 | 世帯数 |
| ------------------ | ------ |
| 1995年（平成7年）  | 605    |
| 2000年（平成12年） | 330    |
| 2005年（平成17年） | 515    |
| 2010年（平成22年） | 496    |
| 2015年（平成27年） | 617    |
| 2020年（令和2年）  | 694    |

## 学区
市立小・中学校に通う場合、学区は以下の通りとなる（2024年11月時点）。
| 番地 | 小学校             | 中学校               |
| ---- | ------------------ | -------------------- |
| 全域 | 横浜市立浦島小学校 | 横浜市立浦島丘中学校 |

## 事業所
2021年（令和3年）現在の経済センサス調査による事業所数と従業員数は以下の通りである。
| 町丁   | 事業所数 | 従業員数 |
| ------ | -------- | -------- |
| 富家町 | 71事業所 | 2,840人  |

### 事業者数の変遷
経済センサスによる事業所数の推移。
| 年                 | 事業者数 |
| ------------------ | -------- |
| 2016年（平成28年） | 77       |
| 2021年（令和3年）  | 71       |

### 従業員数の変遷
経済センサスによる従業員数の推移。
| 年                 | 従業員数 |
| ------------------ | -------- |
| 2016年（平成28年） | 1,791    |
| 2021年（令和3年）  | 2,840    |

## 施設
- 北陸銀行横浜支店
- 三井住友銀行東神奈川支店

## その他

### 日本郵便
- 郵便番号 : 221-0821[3]（集配局：神奈川郵便局[18]）

### 警察
町内の警察の管轄区域は以下の通りである。
| 番・番地等 | 警察署       | 交番・駐在所 |
| ---------- | ------------ | ------------ |
| 全域       | 神奈川警察署 | 西神奈川交番 |